# ダンマーク (装甲艦)
| 1864年に描かれた本艦の絵 | |
| 艦歴                     | |
| 発注                     | グラスゴー・トムソン造船所 |
| 起工                     | 1862年 |
| 進水                     | 1864年2月23日 |
| 就役                     | 1864年10月 |
| 退役                     | 1900年 |
| その後                   | 解体処分 |
| 除籍                     | 1900年11月22日 |
| 前級                     | |
| 次級                     | オーディン |
| 性能諸元（竣工時）       | |
| 排水量                   | 常備：4,770トン |
| 全長                     | 80.16m |
| 全幅                     | 14.59m |
| 吃水                     | 6.43m |
| 機関                     | 型式不明石炭専焼円缶-基 +レシプロ機関1基1軸推進                                                                                          |
| 最大出力                 | 1,000hp |
| 最大速力                 | 11.0ノット（機関航行時） |
| 航続距離                 | -ノット/-海里（石炭:-トン） |
| 乗員                     | 250名 |
| 兵装                     | 60ポンド単装砲20基 18ポンド単装砲8基 （1865年：60ポンド単装砲12基 24ポンド単装砲10基） （1868年：60ポンド単装砲12基 24ポンド単装砲12基） |
| 装甲（鉄製）             | 舷側：120mm（最大厚） 主砲砲郭部：120mm（最大厚）                                                                                        |

ダンマーク (Danmark) はデンマーク海軍の機帆走舷側砲門艦。
元は南北戦争中の南軍向けにイギリスで建造されていた艦である。1863年12月12日に契約取り消しとなり、デンマークが購入して1864年2月23日に進水。引き渡しはプロイセンとの戦争後で、戦争には関与できなかった。1893年に兵舎とされ、1907年に解体された。

## 艦形

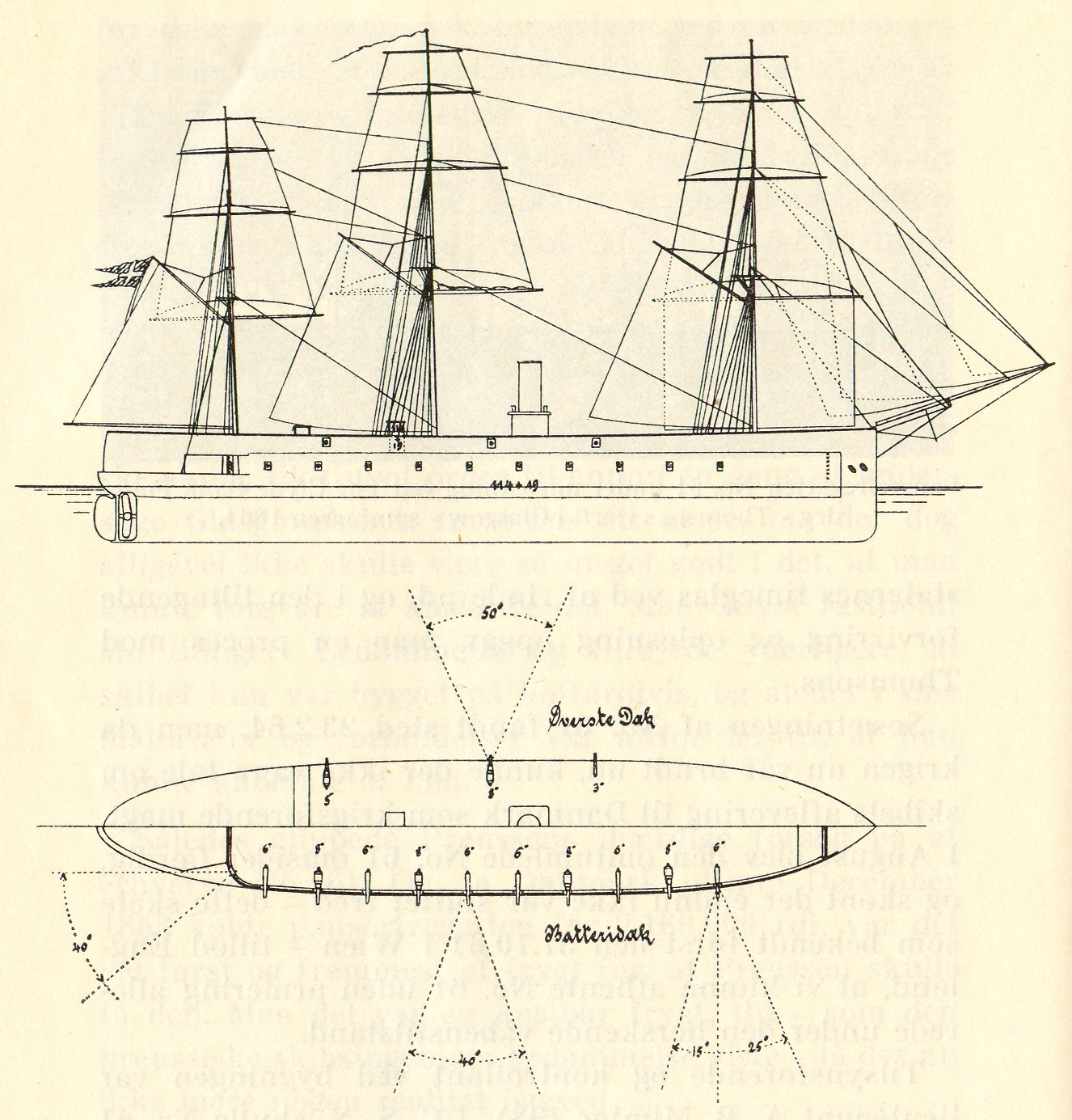
本艦の武装配置を示した図。

本艦の基本構造は3本のマストと一本煙突を持つ装甲フリゲートとして建造された。艦首水面下に水平に突き立った衝角を持つ。水線部に最大厚124mmの鉄製装甲が貼られた。船体中央部の上部構造物内にボックスシタデルが配置された。ボックスシタデルとは弾薬庫や機関を守るために箱状似に装甲を配置する当時の防御様式で、本艦は254mmもの厚さを持つ装甲をリベットで組み立てられていた。その内部には60ポンド単装砲6基と24ポンド単装砲8基を配置していた。